# Nicolas Grenon
Pour les articles homonymes, voir Grenon.
Nicolas Grenon (né vers 1375-1380, mort à Cambrai le 17 octobre 1456) est un compositeur franco-flamand.

## Biographie
En 1385, il est attaché à la cour de Philippe le Hardi à Dijon. Chanoine du chapitre de Saint-Sépulcre à Paris en 1399 où il succède à son frère, il y demeure jusqu'en 1401. Il est nommé maître des enfants à la cathédrale de Laon (1403 -1408), puis maître de grammaire à Cambrai (1408). Il est maître des jeunes choristes du duc de Berry en 1412, maître de musique à la cathédrale de Cambrai (1421-1424), et entre au service de Jean sans Peur. Il devient chantre à la chapelle pontificale (1425-1427) de Martin V à Rome. En 1437, il séjourne à Bruges puis retourne à Cambrai où il termine son existence.

## Œuvres
Sa musique, tant profane que religieuse le rattache à l'Ars nova finissante, comme en témoignent ses chansons Je say defait ou Se ne vous say, d'une écriture complexe, ou ses motets, construits sur le principe de l'isorythmie. Cependant, on trouve aussi chez lui les traits dominants de la musique bourguignonne du XVe siècle dans sa recherche d'une simplification mélodique et rythmique et l'adoption d'un chant syllabique.
 
Mais on ne saurait trouver chez Grenon une uniformité d'écriture, le musicien ayant appartenu à une époque de transition stylistique.
Parmi ses œuvres, on peut citer :
- Cinq chansons à trois voix
- Trois chansons à quatre voix
- 4 motets
- un fragment de messe Et in terra

## Sources
- Dictionnaire de la musique française, Marc Vignal, Larousse ;
- Dictionnaire de la musique, Les hommes et leurs œuvres, Marc Honegger, Bordas.